# أرة فورغ (درميان)
أرة فورغ (بالفارسية: اره فورگ) هي مستوطنة تقع في إيران في قسم درمیان الريفي. يقدر عدد سكانها بـ 201 نسمة بحسب إحصاء 2016.